# Белица (Жлобинский район)
Белица (бел. Беліца) — деревня в Лукском сельсовете Жлобинского района Гомельской области Беларуси.

## География

### Расположение
В 6 км на север от Жлобина, в 3 км от железнодорожной станции Новики (на линии Бобруйск — Гомель), 99 км от Гомеля.

## Гидрография
На реке Белица (приток река Добосна).

## Транспортная сеть
Автомобильная дорога Бобруйск — Гомель. Планировка состоит из прямолинейной меридиональной улицы, к которой на юге присоединяется короткая прямолинейная улица. На севере параллельно главной, проходят четыре коротких улицы. Жилые дома деревянные, усадебного типа.

## История
В 1661 году упоминается как часть давно выделенного из Рогачевского староства имения Луки в Речицком повете ВКЛ. По письменным источникам известна с XIX века как слобода в Луковской волости Рогачёвского уезда Могилёвской губернии. В 1850 году собственность казны. В 1885 году находились слобода и фольварк. Согласно переписи 1897 года деревня Слобода-Белица (она же Луковская Слобода) работала ветряная мельница. Значительную долю в экономике хозяина одноимённого поместья И. М. Подвальный занимала заготовка и продажа леса. В 1909 году 955 десятин земли.
В 1930 году организован колхоз «Красная Белица». Во время Великой Отечественной войны оккупанты сожгли 32 двора, убили 8 жителей. 49 жителей погибли на фронтах. Согласно переписи 1959 года в составе подсобного хозяйства «Сельхозхимия» (центр — деревня Луки). Работают отделение связи, начальная школа, библиотека, фельдшерско-акушерский пункт, клуб.

## Население

### Численность
- 2004 год — 160 хозяйств, 374 жителя.

### Динамика
- 1850 год — 32 двора, 237 жителей.
- 1897 год — 98 дворов, 664 жителя (согласно переписи).
- 1909 год — 106 дворов.
- 1940 год — 148 дворов, 720 жителей.
- 1959 год — 627 жителей (согласно переписи).
- 2004 год — 160 хозяйств, 374 жителя.